# باشگاه فوتبال ایبار
باشگاه فوتبال ایبار (انگلیسی: SD Eibar) یک باشگاه فوتبال اسپانیایی است که در ۳۰ نوامبر ۱۹۷۰ در شهر ایبار، استان گیپوسکوا، منطقه خودمختار باسک تأسیس شده‌است.

این باشگاه که تنها باشگاه فوتبال دارنده استاندارد ایزو ۹۰۰۰ است، در فصل ۱۴–۲۰۱۳ برای اولین بار به بالاترین سطح فوتبال اسپانیا یعنی لالیگا صعود کرد. درفصل ۲۰۱۴–۱۵ ایبار در حالی که در رتبه هجدهم قرار گرفت و عملاً به دسته دوم باید سقوط می‌کرد، اما با حکم سقوط باشگاه فوتبال الچه به دلیل بدهی از سوی اتحادیه فوتبال اسپانیا، الچه به دست پایین‌تر فرستاده شد و ایبار در لالیگا باقی ماند.
از جمله بازیکنان سرشناسی که سابقه بازی در این باشگاه دارند می‌توان به ژابی آلونسو ، داوید سیلوا و گوستاوو بلانکو اشاره کرد.
باشگاه ایبار هیچ وقت قهرمان لالیگا نشد ولی چندین بار قهرمان لیگ‌های پایین شده است.
این باشگاه در فصل ۲۰۲۰-۲۱ در تلاش برای ماندگار شدن در لالیگا شکست خورد و به سگوندا دیویسیون سقوط کرد.

## ورزشگاه
ورزشگاه خانگی ایبار ورزشگاه شهری ایپوروا است که ۸۱۶۴ تماشاگر را در خود جای می دهد.